# سن-پرم، کبک
سن-پرم (به فرانسوی: Saint-Prime) شهری در منطقه شهری لو دومن-دو-روآ ناحیه سگونه-لاک-سن-ژان در استان کبک کانادا است. در سرشماری سال ۲۰۱۱ این شهر ۲٬۷۴۳ نفر جمعیت داشته‌است و مساحت آن ۱۴۷٫۴۳ کیلومتر مربع است.